# Équipe de Namibie de hockey sur gazon
L'équipe de Namibie de hockey sur gazon est la sélection nationale de la Namibie représentant le pays dans les compétitions internationales masculines de hockey sur gazon. 

## Palmarès

### Jeux olympiques
La Namibie n'a jamais participé au tournoi masculin de hockey sur gazon des Jeux olympiques.

### Coupe du monde
La Namibie n'a jamais participé à la Coupe du monde.

### Jeux africains
- 1995 : 5e

### Coupe d'Afrique des nations
- 1996 : 5e
- 2000 : 6e
- 2005 : 5e
- 2022 : 7e

### Hockey Series
- 2018-2019 : Premier tour (Quatrième de l'Open de Bulawayo)

### Ligue mondiale
- 2016-2017 : Éliminé au premier tour